# Белый Яр (Верхнекетский район)
Бе́лый Яр — рабочий посёлок, административный центр Верхнекетского района и Белоярского городского поселения Томской области. На гербе посёлка изображён глухарь.
Население — 7920 чел. (2021).

## География и климат
Расположен на реке Кеть (приток Оби), в 300 км к северу от Томска. В посёлке находится конечная станция Белый Яр Томской железнодорожной ветки (введена в эксплуатацию 5 октября 1977 года). Автодорога Колпашево — Белый Яр, автодорога Первомайское — Улу-Юл — Белый Яр.
Климат в посёлке умеренно-холодный. Количество осадков значительное, даже в засушливые месяцы. По классификации климатов Кёппена — влажный континентальный климат с тёплым летом (индекс Dfb). Средняя годовая температура — -0.9 °C, выпадает около 526 мм осадков в год.

## История

### Селькупские юрты Широковы
Исторический населённый пункт южных селькупов (группа сюссыкум/сюссюкум) — юрты Широковы. Месторасположение посёлка — на протоке у 259-го км левобережья Кети, недалеко от нижнего устья Карбинской Анги. Здесь проживали селькупы Малгошины / Малготины, Талаевы, Тальгумовы, Телесовы. В 1897 г.: 9 хозяйств — 23 человека. В 1911 г.: 7 хозяйств — 38 жителей селькупов. Населённый пункт входил в Кашкинскую инородческую волость Нарымского края. Известно, что около юрт Широковых жил «главный селькупский богатырь местности, на месте его дома остался лишь большой „бугор“ в бору».
В период коренизации в Нарымском крае между 1921 и 1923 г. был создан букварь на нижнекетском диалекте южноселькупского языка. Автором букваря выступил школьный учитель П.А. Афанасьев. Обучение языку происходило в интернате народов Севера в юртах Широковых среди учеников-селькупов в 1920-е гг. до переноса интерната в Максимкин Яр в начале 1930-х гг.
Название юрт Широковых на нижнекетском диалекте южноселькупского языка — Ӱ̄ки А̄ӈӷу, буквально «шапочная протока». Современный Белый Яр по-южноселькупски — Т́е̄ӷы Мат́т́ы, буквально «белый яр, белая тайга».

#### Археология[8]

##### Широковское городище
Расположено в самой дер. Широковой, на левом берегу Кети, было укреплено рвом и валом. На начало 1950-х годов городище раскопано под приусадебный огород. На поверхности А. П. Дульзоном собраны черепки от глиняных сосудов, со сплошным мелкозубчатым орнаментом.

##### Широковские бугры
Близ дер. Широковой в бору имеется группа старых бугров, где, по преданию, жили предки местных остяков. Бугры расположены в два ряда, между которыми имеется широкий проход, около 6 м ширины, как бы для улицы. Среди бугров есть один большой, в котором жил, по преданию, богатырь.

### Белый Яр
Село Белый Яр образовано в 1931 году за счёт переименования селькупского поселения юрты Широковы (из-за крутого обрыва с белой глиной, на котором находится). С 1961 года — рабочий посёлок. Интенсивное развитие лесозаготовок в 1930—1960 годы за счёт высланных спецпереселенцев.
С 1973 года — конечная станция Томской железнодорожной ветви. Геологические изыскания трассы железной дороги Томск — Асино — Белый Яр вёл инженер А. М. Кошурников. Его именем названы улицы в Томске, Белом Яре, Новосибирске.
В 2005—2010 гг. в посёлке действовала селькупская община «Глухарь».

## Население
| 1959  | 1970  | 1979  | 1989  | 2002  | 2008  | 2009  |
| ----- | ----- | ----- | ----- | ----- | ----- | ----- |
| 2589  | ↗5160 | ↗6831 | ↗8850 | ↘8221 | ↗8500 | ↗8515 |
| 2010  | 2011  | 2012  | 2013  | 2014  | 2015  | 2016  |
| ↘7996 | ↗8019 | ↗8039 | ↗8150 | ↘8114 | ↗8126 | ↘8112 |
| 2017  | 2018  | 2019  | 2020  | 2021  |       |       |
| ↗8249 | →8249 | ↗8273 | ↗8337 | ↘7920 |       |       |

## Транспорт
Автомобильная дорога Колпашево — Белый Яр (гравийная, частично асфальтированная). Расстояние 150 км. Примерное время в пути от Колпашево — 2 ч. 25 мин. Расстояние от Томска через Колпашево — 470 км. Время в пути ~ 7,5 часов + паром через р. Обь в Колпашево.
Дорога Асино — Белый Яр (гравийная, грунтовая, частично асфальтированная). Расстояние 206 км. Примерное время в пути от Асино — 4 ч. 30 мин. Расстояние от Томска через Асино — 300 км. Время в пути ~ 6 часов.
Железная дорога Тайга — Томск — Белый Яр. Однопутная на всём протяжении. Отрезок севернее Копылово не электрифицирован. Регулярный пассажирский поезд № 636 Томск-2 — Белый Яр. Поезд состоит из четырёх пассажирских вагонов (в составе поезда есть купейный и плацкартный спальные вагоны, и сидячие вагоны). Время в пути — 6 ч. 10 мин. Поезд ведёт одна секция тепловоза 2ТЭ10М.

## Образование
- Филиал Асиновского техникума промышленной индустрии и сервиса
- Представительство Томского лесотехнического техникума
- Филиал ТПУ
- Филиал ТГАСУ

## Средства массовой информации
- газета «Заря Севера»[30][31]

## Известные жители и уроженцы
- Климов, Олег Александрович — российский фотограф, документалист.